# Léon Bary
Pour les articles homonymes, voir Bary.
Léon Bary est un acteur et réalisateur français, né le 6 juin 1880 à Paris, où il est mort le 7 janvier 1954.
Ayant commencé sa carrière d'acteur aux États-Unis, il y est parfois crédité Leon Bary ou Leon Barry.

## Biographie
Léon Bary naît le 6 juin 1880 dans le 5e arrondissement de Paris.
Après un passage par le Royaume-Uni en 1915, où il tourne trois films muets britanniques comme réalisateur (une première expérience qui restera sans lendemain), Léon Bary entame l'année suivante (1916) une carrière d'acteur aux États-Unis. Ses trois premiers films américains, sortis en 1916 et 1917, sont réalisés par son compatriote Louis Gasnier (sous le nom américanisé de Louis J. Gasnier).
Au total, Léon Bary apparaît dans vingt-et-un films américains (tous muets), l'avant-dernier sorti en 1925, année où il revient poursuivre sa carrière en France. Il contribue toutefois à un ultime film américain (l'un de ses plus connus), sorti en 1929, Le Masque de fer d'Allan Dwan, inspiré d'Alexandre Dumas et mettant en scène les Trois Mousquetaires, aux côtés de Douglas Fairbanks (également producteur et scénariste du film) ; Fairbanks et lui y reprennent leurs rôles respectifs de D'Artagnan et Athos, qu'ils tenaient déjà dans Les Trois Mousquetaires de Fred Niblo, autre film bien connu, sorti en 1921. Mentionnons également son rôle du calife Abdullah, dans Kismet de Louis (J.) Gasnier (1920, avec Otis Skinner), troisième adaptation muette de la pièce éponyme (créée à Londres en  1911).
En Europe, principalement en France, Léon Bary contribue à des films français dès son retour en 1925, à deux films allemands (1931 et 1932), à deux films britanniques (1931 et 1937), ainsi qu'à deux coproductions (la première en 1927). Sa dernière prestation à l'écran est un petit rôle non crédité (il en avait tenu plusieurs autres auparavant) dans Frou-frou d'Augusto Genina, film franco-italien sorti en juillet 1955, plus d'un an après sa mort (sa carrière d'acteur se refermant alors sur une cinquantaine de films).
Il meurt le 7 janvier 1954 au sein de l'Hôpital Necker dans le 15e arrondissement. Ses cendres sont déposées case 15686 de la 87e division du columbarium du Père-Lachaise.

## Filmographie

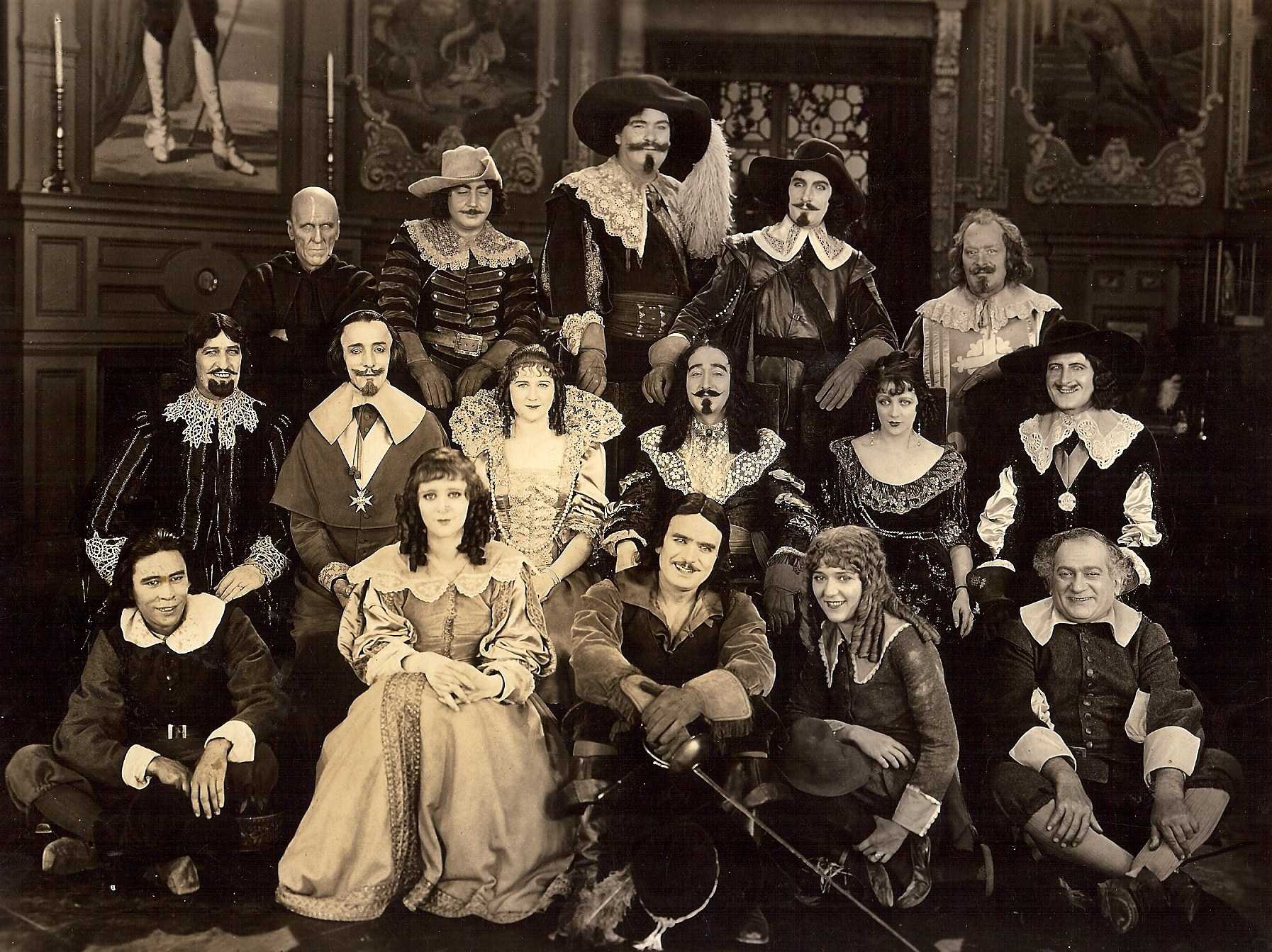
Les Trois Mousquetaires (1921) - Casting principal, avec Douglas Fairbanks (en bas, au centre) et Léon Bary (en haut, 4e en partant de la gauche)

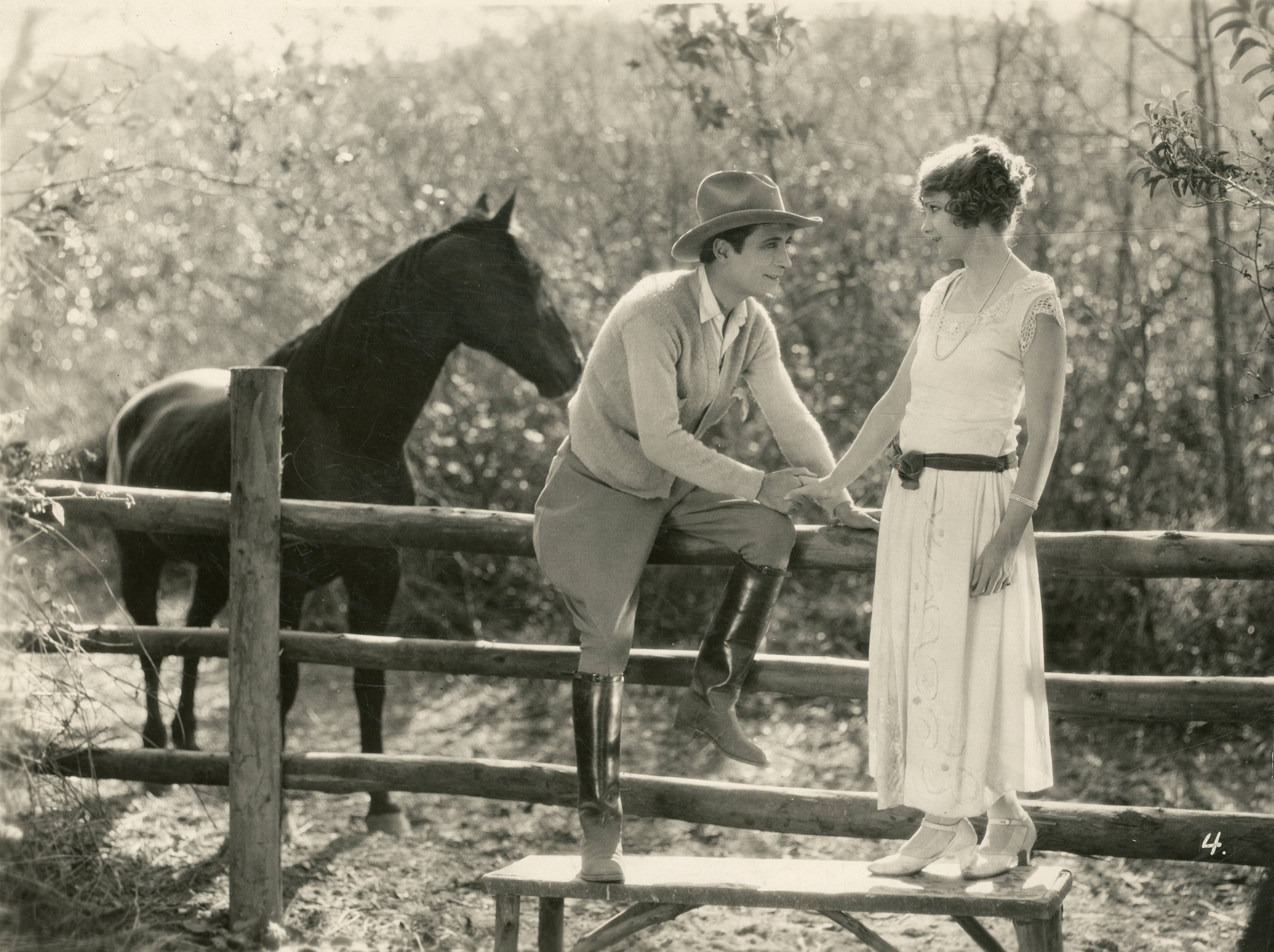
Avec Edna Murphy, ans The King of Wild Horses (1924)

(a priori complète)

### Période américaine

#### Acteur
- 1916 : The Shielding Shadow de Louis J. Gasnier et Donald MacKenzie
- 1917 : The Mystery of the Double Cross de Louis J. Gasnier et William Parke
- 1917 : The Seven Pearls de Louis J. Gasnier et Donald MacKenzie
- 1918 : The Yellow Ticket de William Parke
- 1920 : Kismet de Louis J. Gasnier
- 1921 : The Lure of Jade de Colin Campbell
- 1921 : Les Trois Mousquetaires (The Three Musketeers) de Fred Niblo
- 1922 : The Call of Home de Louis J. Gasnier
- 1922 : The Galloping Kid de Nat Ross
- 1922 : June Madness d'Harry Beaumont
- 1923 : Suzanna de F. Richard Jones
- 1923 : The White Flower de Julia Crawford Ivers
- 1923 : Bucking the Barrier de Colin Campbell
- 1923 : Le Temple de Vénus (The Temple of Venus) d'Henry Otto
- 1923 : The Grail de Colin Campbell
- 1924 : The Lightning Rider de Lloyd Ingraham
- 1924 : The King of Wild Horses de Fred Jackman
- 1924 : The Wise Virgin de Lloyd Ingraham
- 1924 : George Washington, Jr. de Malcolm St. Clair
- 1925 : Midnight Molly de Lloyd Ingraham
- 1929 : Le Masque de fer (The Iron Mask) d'Allan Dwan

### Période européenne

#### Films français, comme acteur, sauf mention contraire
- 1915 : Married for Money (film britannique ; réalisateur)
- 1915 : In the Grip of the Sultan (film britannique ; réalisateur)
- 1916 : In the Hands of the Spoilers (film britannique ; réalisateur)
- 1925 : Ronde de nuit de Marcel Silver
- 1927 : Palaces de Jean Durand
- 1927 : Les Mensonges ou La Bonne Réputation (Der Gute Ruf) de Pierre Marodon (film franco-allemand)
- 1928 : La Menace de Jean Bertin
- 1928 : Le Tourbillon de Paris de Julien Duvivier
- 1930 : La route est belle de Robert Florey
- 1930 : Le Secret du docteur de Charles de Rochefort
- 1931 : 77, rue Chalgrin d'Albert de Courville (film britannique, version alternative en français de 77 Park Lane, 1931, d'Albert de Courville)
- 1931 : Grock de Carl Boese et Joë Hamman (film allemand ; version alternative en français du film homonyme, 1931, de Carl Boese)
- 1932 : Stupéfiants de Kurt Gerron et Roger Le Bon (film allemand ; version alternative en français de Der weiße Dämon, 1932, de Kurt G Gerron)
- 1934 : L'Enfant du carnaval d'Alexandre Volkoff
- 1936 : Au service du tsar de Pierre Billon
- 1937 : À minuit, le 7 de Maurice de Canonge
- 1937 : Maman Colibri de Jean Dréville
- 1937 : Tamara la complaisante de Jean Delannoy et Félix Gandéra
- 1937 : Patricia gets her Man de Reginald Purdell (film britannique)
- 1938 : Ceux de demain ou L'Enfant de troupe de Georges Pallu et Adelqui Migliar
- 1938 : Le Puritain de Jeff Musso
- 1938 : Le Ruisseau de Maurice Lehmann et Claude Autant-Lara
- 1940 : Sur le plancher des vaches de Pierre-Jean Ducis
- 1943 : Le Brigand gentilhomme d'Émile Couzinet
- 1944 : Coup de tête de René Le Hénaff
- 1945 : Dernier Métro de Maurice de Canonge
- 1946 : Le Capitan de Robert Vernay
- 1947 : Antoine et Antoinette de Jacques Becker
- 1947 : La Maison sous la mer d'Henri Calef
- 1948 : Le Cavalier de Croix-Mort ou Une aventure de Vidocq de Lucien Ganier-Raymond
- 1948 : Cité de l'espérance de Jean Stelli
- 1948 : Mademoiselle s'amuse de Jean Boyer
- 1949 : Rendez-vous de juillet de Jacques Becker
- 1949 : Du Guesclin de Bernard de Latour
- 1950 : Cartouche, roi de Paris de Guillaume Radot
- 1950 : Trois Télégrammes d'Henri Decoin
- 1952 : Casque d'Or de Jacques Becker
- 1955 : Frou-frou d'Augusto Genina (film franco-italien)